# Olimpia Milan
Maillots
L'Olimpia Milan est un club italien de basket-ball, évoluant dans l'élite du championnat d'Italie. Il a été fondé en 1936 par Adolfo Bogoncelli, un riche homme d'affaires. Premier club européen à porter sur son maillot le nom de son sponsor, ce club a connu de nombreux noms au cours de son histoire à la suite des nombreux changements de propriétaires ou de sponsors.
Mais c'est surtout l'un des meilleurs clubs italiens, remportant 29 titres de Champion d'Italie mais également remportant trois Coupe des clubs champions, trois Coupes des Coupes et deux Coupes Korać sur la scène européenne.

## Historique
Le club réalise une bonne saison régulière lors de l'Euroligue 2013-2014, renforcé par l'arrivée de Daniel Hackett et l'éclosion d'Alessandro Gentile. L'Olimpia peut aussi compter sur Keith Langford, meilleur joueur à l'évaluation et meilleur marqueur (17,6 points par rencontre) de la saison. Il se qualifie pour les quarts de finale et affronte le Maccabi Tel-Aviv avec l'avantage du terrain. Le Maccabi, plus habitué par ce niveau de compétition bat Milan en 4 manches.

## Le club

### Nom successifs
Le club, comme beaucoup de clubs de basket-ball italien, prend différents noms au cours de son histoire, ces noms étant liés aux sponsors de l'équipe : c'est ainsi Borletti jusqu'en 1956, Simmenthal de 1956 à 1973, Innocenti jusqu'en 1975, Cinzano durant trois saisons, Billy jusqu'en 1983, Simac jusqu'en 1986, Tracer de 1986 à 1988, Philips jusqu'en 1993, Recoaro durant une saison, Stefanel jusqu'en 1999, Sony lors de la saison 1999-2000, Adecco jusqu'en 2002, Pippo la saison suivante, Breil pour une saison, et enfin  durant deux saisons, et Armani Jeans jusqu'en 2011. Pour la saison 2011-2012, le club devient  EA7 Emporio Armani Milano.

### Identité visuelle

#### Logo

Évolution du logo
Logo de 1985 à 2009.
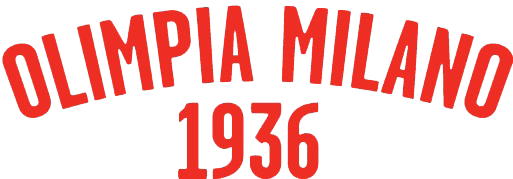
Logo de 2009 à 2016.
Logo depuis 2016.

### Enceintes

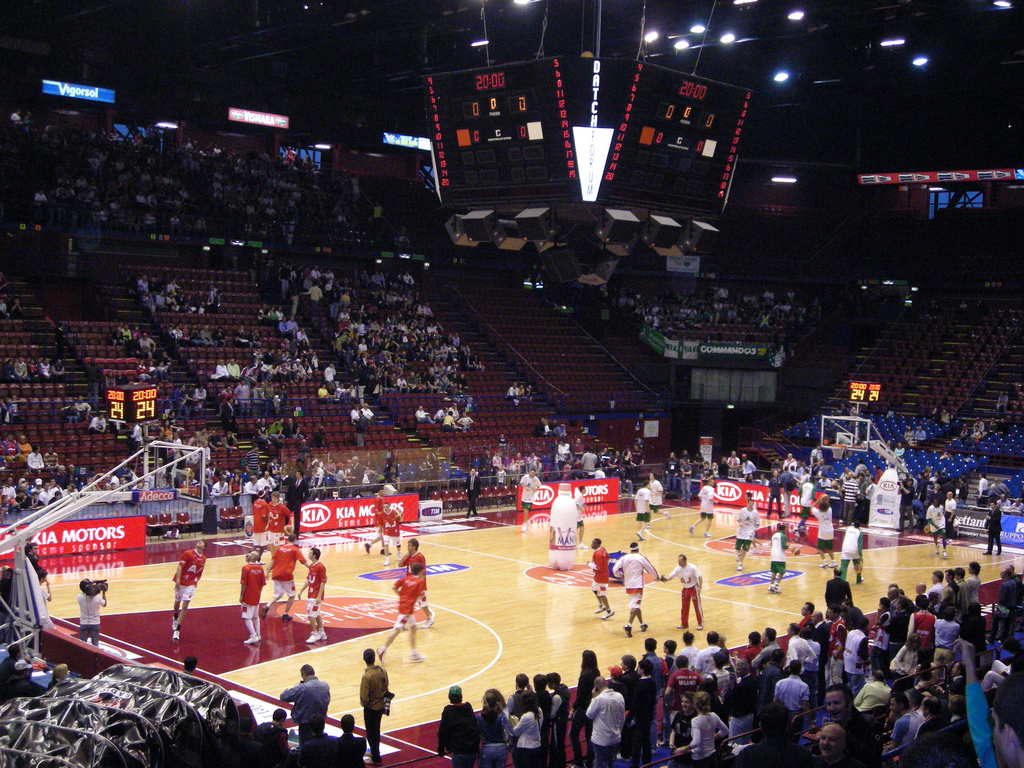
Intérieur de la salle du Mediolanum Forum

Le club de Milan a joué dans plusieurs salles au cours de son histoire. Il a d'abord joué pendant près de vingt ans sur son propre domaine de la Via Costanza. Le club rejoint ensuite le Palazzo dello Sport della Fiera di Milano, salle qui est alors la plus grande en Europe. À la fin des années soixante, L'Olimpia rejoint le Palalido, salle plus petite mais offrant une meilleure visibilité au public. Le club déménage de nouveau et emménage au Palasport di San Siro, salle proche du stade Giuseppe-Meazza mais doit retrouver quelques années plus tard le Palalido, le Palasport di San Siro s'écroulant en 1985 en raison de la neige. Toutefois, la capacité de sa nouvelle salle est réduite à 3 500 places en raison des nouvelles règles de sécurité.
Le club rejoint le Mediolanum Forum, salle multifonctionnelle située à Assago dans la banlieue de Milan. Cette salle, qui a également porté le nom de Forum di Assago, Fila Forum et Datch Forum, ouverte en 1990, a une capacité de 12 500 spectateurs.

## Palmarès

### Trophées
International
- Coupe intercontinentale : 
  - Vainqueur en 1987

Européen
- Coupe des clubs champions :
  - Vainqueur  en 1966, 1987, 1988
  - Finaliste en 1967
- Coupe des Coupes :
  - Vainqueur en 1971, 1972, 1976
  - Finaliste en 1984, 1998
- Coupe Korać :
  - Vainqueur en 1985, 1993
  - Finaliste en 1995, 1996

National
- Champion d'Italie en 1936, 1937, 1938, 1939, 1950, 1951, 1952, 1953, 1954, 1957, 1958, 1959, 1960, 1962, 1963, 1965, 1966, 1967, 1972, 1982, 1985, 1986, 1987, 1989, 1996, 2014, 2016 2018, 2022, 2023 et 2024
- Coupe d'Italie : 
  - Vainqueur en 1972, 1986, 1987, 1996, 2016, 2017, 2021 et 2022
  - Finaliste en 1970, 1991 et 2024
- Supercoupe d'Italie
  - Vainqueur en 2016, 2017, 2018 et 2020

### Bilan par saison
| Saison    | Championnat | Championnat | Championnat           | Championnat | Championnat                                    | Coupe Italie                  | SuperCoupe Italie | Participation européenne  | Participation européenne                |
| Saison    | Division    | Bilan       | Class.                | Bilan       | Playoffs                                       | Coupe Italie                  | SuperCoupe Italie | Compétition               | Résultat                                |
| --------- | ----------- | ----------- | --------------------- | ----------- | ---------------------------------------------- | ----------------------------- | ----------------- | ------------------------- | --------------------------------------- |
| 1948-1949 | A           | 12-10       | 5e                    |             |                                                |                               |                   |                           |                                         |
| 1949-1950 | A           | 21-5        | 1er Champion d'Italie |             |                                                |                               |                   |                           |                                         |
| 1950-1951 | A           | 22-5        | 1er Champion d'Italie |             |                                                |                               |                   |                           |                                         |
| 1951-1952 | A           | 18-4        | 1er Champion d'Italie |             |                                                |                               |                   |                           |                                         |
| 1952-1953 | A           | 19-3        | 1er Champion d'Italie |             |                                                |                               |                   |                           |                                         |
| 1953-1954 | A           | 20-2        | 1er Champion d'Italie |             |                                                |                               |                   |                           |                                         |
| 1954-1955 | A           | 13-9        | 3e                    |             |                                                |                               |                   |                           |                                         |
| 1955-1956 | A           | 13-9        | 2e                    |             |                                                |                               |                   |                           |                                         |
| 1956-1957 | A           | 19-3        | 1er Champion d'Italie |             |                                                |                               |                   |                           |                                         |
| 1957-1958 | A           | 21-1        | 1er Champion d'Italie |             |                                                |                               |                   |                           |                                         |
| 1958-1959 | A           | 19-3        | 1er Champion d'Italie |             |                                                |                               |                   | Coupe des clubs champions | Huitième de finale Gezira Il Cairo      |
| 1959-1960 | A           | 20-2        | 1er Champion d'Italie |             |                                                |                               |                   |                           |                                         |
| 1960-1961 | A           | 18-4        | 3e                    |             |                                                |                               |                   |                           |                                         |
| 1961-1962 | A           | 19-3        | 1er Champion d'Italie |             |                                                |                               |                   |                           |                                         |
| 1962-1963 | A           | 26-0        | 1er Champion d'Italie |             |                                                |                               |                   | Coupe des clubs champions | Quart de finale Dinamo Tbilisi          |
| 1963-1964 | A           | 23-3        | 2e                    |             |                                                |                               |                   | Coupe des clubs champions | Demi-finale Real Madrid                 |
| 1964-1965 | A           | 21-1        | 1er Champion d'Italie |             |                                                |                               |                   |                           |                                         |
| 1965-1966 | A           | 19-3        | 1er Champion d'Italie |             |                                                |                               |                   | Coupe des clubs champions | Vainqueur Slavia Prague                 |
| 1966-1967 | A           | 20-2        | 1er Champion d'Italie |             |                                                |                               |                   | Coupe des clubs champions | Finale Real Madrid                      |
| 1967-1968 | A           | 15-7        | 4e                    |             |                                                |                               |                   | Coupe des clubs champions | Demi-finale Spartak Leningrado          |
| 1968-1969 | A           | 16-6        | 2e                    |             |                                                | Huitième de finale Venezia    |                   |                           |                                         |
| 1969-1970 | A           | 17-5        | 2e                    |             |                                                | Finale Varese                 |                   |                           |                                         |
| 1970-1971 | A           | 21-1        | 2e                    |             |                                                | Demi-finale Partenope Napoli  |                   | Coupe des coupes          | Vainqueur Spartak Leningrad             |
| 1971-1972 | A           | 19-3        | 1er                   |             |                                                | Vainqueur Varese              |                   | Coupe des coupes          | Vainqueur Étoile rouge de Belgrade      |
| 1972-1973 | A           | 24-2        | 2e                    |             |                                                | Quart de finale Asti          |                   | Coupe des clubs champions | Demi-finale Ignis Varese                |
| 1973-1974 | A           | 23-3        | 2e                    |             |                                                | Poule des quarts              |                   | Coupe Korać               | Poule des quarts                        |
| 1974-1975 | A1          | 19-7        | 3e                    | 8-6         | 3° Poule championnat                           |                               |                   | Coupe Korać               | Poule des quarts                        |
| 1975-1976 | A1          | 6-16        | 11e                   |             |                                                |                               |                   | Coupe des coupes          | Vainqueur ASPO Tours                    |
| 1976-1977 | A2          | 18-4        | 1er                   |             |                                                |                               |                   | Coupe des coupes          | Demi-finale Forst Cantù                 |
| 1977-1978 | A1          | 11-11       | 6e                    | 0-6         | 4e                                             |                               |                   | Coupe Korać               | Demi-finale KK Bosna Sarajevo           |
| 1978-1979 | A1          | 15-11       | 5e                    | 4-3         | Finale 0-2 Sinudyne Bologne                    |                               |                   |                           |                                         |
| 1979-1980 | A1          | 22-4        | 1er                   | 2-3         | Demi-finale 0-2 Gabetti Cantù                  |                               |                   |                           |                                         |
| 1980-1981 | A1          | 23-9        | 2e                    | 3-2         | Demi-finale 1-2 Squibb Cantù                   |                               |                   |                           |                                         |
| 1981-1982 | A1          | 21-11       | 3e                    | 6-1         | Champion d'Italie 2-0 Scavolini Pesaro         |                               |                   |                           |                                         |
| 1982-1983 | A1          | 22-8        | 2e                    | 5-3         | Finale 1-2 Banco Roma                          |                               |                   | Coupe des clubs champions | Finale Ford Cantù                       |
| 1983-1984 | A1          | 25-5        | 1er                   | 5-2         | Finale 1-2 Granarolo Bologne                   |                               |                   | Coupe des coupes          | Finale Real Madrid                      |
| 1984-1985 | A1          | 23-7        | 2e                    | 6-0         | Champion d'Italie 2-0 Scavolini Pesaro         | Quart de finale Pesaro        |                   | Coupe Korać               | Vainqueur Ciao Crem Varese              |
| 1985-1986 | A1          | 26-4        | 1er                   | 8-2         | Champion d'Italie 2-1 Mobilgirgi Caserta       | Vainqueur Pesaro              |                   | Coupe des clubs champions | Poule Finale                            |
| 1986-1987 | A1          | 20-10       | 4e                    | 7-1         | Champion d'Italie 3-0 Mobilgirgi Caserta       | Vainqueur Pesaro              |                   | Coupe des clubs champions | Vainqueur Maccabi Tel Aviv              |
| 1987-1988 | A1          | 21-9        | 2e                    | 5-4         | Finale 1-3 Scavolini Pesaro                    | Huitième de finale Cantù      |                   | Coupe des clubs champions | Vainqueur Maccabi Tel Aviv              |
| 1988-1989 | A1          | 18-12       | 5e                    | 9-3         | Champion d'Italie 3-2 Enichem Livorno          |                               |                   | Coupe Korać               | Demi-finale Vismara Cantù               |
| 1989-1990 | A1          | 15-15       | 10e                   | 1-2         | Huitième de finale 1-2 Viola Reggio de Calabre | Phase de poule                |                   | Coupe des clubs champions | Poule Finale                            |
| 1990-1991 | A1          | 21-9        | 1er                   | 6-4         | Finale 2-3 Phonola Caserte                     |                               |                   |                           |                                         |
| 1991-1992 | A1          | 22-8        | 3e                    | 1-2         | Quart de finale 1-2 Il Messaggero Roma         | Quart de finale Pesaro        |                   | Coupe des clubs champions | Demi-finale Partizan Belgrade           |
| 1992-1993 | A1          | 21-9        | 2e                    | 1-2         | Quart de finale 1-2 Scavolini Pesaro           | Huitième de finale Sienne     |                   | Coupe Korać               | Vainqueur Virtus Roma                   |
| 1993-1994 | A1          | 18-12       | 5e                    | 2-3         | Quart de finale 0-2 Verona                     | Huitième de finale Verona     |                   | Coupe Korać               | Demi-finale Stefanel Trieste            |
| 1994-1995 | A1          | 20-12       | 4e                    | 4-4         | Demi-finale 2-3 Buckler Bologne                | Demi-finale Benetton Trevise  |                   | Coupe Korać               | Finale Alba Berlin                      |
| 1995-1996 | A1          | 19-13       | 5e                    | 8-2         | Champion d'Italie 3-1 Teamsystem Bologne       | Vainqueur Verona              |                   | Coupe Korać               | Finale Efes Pilsen Istanbul             |
| 1996-1997 | A1          | 16-10       | 4e                    | 1-3         | Quart de finale 1-3 Mash Jeans Verona          | Demi-finale Cantù             | Finale Verona     | Euroligue                 | Quart de finale Olimpia Lubiana         |
| 1997-1998 | A1          | 15-8        | 6e                    | 0-2         | Huitième de finale 0-2 Cfm Reggio Emilia       | Demi-finale Benetton Trevise  |                   | Europea                   | Demi-finale Panathinaikos Athènes       |
| 1998-1999 | A1          | 13-13       | 5e                    | 2-4         | Quart de finale 0-3 Benetton Trevise           | Huitième de finale Rome       |                   | Saporta                   | Seizième de finale Slovakofarma Pezinok |
| 1999-2000 | A1          | 10-20       | 13e                   | 2-3         | Quart de finale 0-3 Muller Verona              |                               |                   | Saporta                   | Huitième de finale Slask Wroclaw        |
| 2000-2001 | A1          | 13-21       | 15e                   |             |                                                |                               | Phase de poule    |                           |                                         |
| 2001-2002 | A           | 12-24       | 17e                   |             |                                                |                               |                   |                           |                                         |
| 2002-2003 | A           | 20-14       | 5e                    | 1-2         | Huitième de finale 1-2 Metis Varese            | Quart de finale Cantù         |                   |                           |                                         |
| 2003-2004 | A           | 15-19       | 10e                   |             |                                                |                               |                   | Coupe ULEB                | Huitième de finale Joventut Badalona    |
| 2004-2005 | A           | 24-10       | 4e                    | 7-5         | Finale 1-3 Climamio Bologne                    | Quart de finale R.Emilia      |                   |                           |                                         |
| 2005-2006 | A           | 22-12       | 7e                    | 2-3         | Quart de finale 2-3 Benetton Trevise           | Quart de finale Napoli        |                   | Euroligue                 | Phase de poule                          |
| 2006-2007 | A           | 22-12       | 2e                    | 4-4         | Demi-finale 1-3 Virtus Bologne                 | Demi-finale Virtus Bologne    |                   |                           |                                         |
| 2007-2008 | A           | 19-15       | 5e                    | 3-5         | Demi-finale 0-3 Montepaschi Siena              |                               |                   | Euroligue                 | Phase de poule                          |
| 2008-2009 | A           | 17-13       | 6e                    | 6-6         | Finale 0-4 Montepaschi Siena                   |                               |                   | Euroligue                 | Top16                                   |
| 2009-2010 | A           | 17-11       | 3e                    | 6-6         | Finale 0-4 Montepaschi Siena                   | Quart de finale Avellino      |                   | Euroligue                 | Phase de poule                          |
| 2010-2011 | A           | 21-9        | 3e                    | 4-4         | Demi-finale 1-3 Bennet Cantù                   | Quart de finale Avellino      |                   | Euroligue                 | Phase de poule                          |
| 2011-2012 | A           | 22-10       | 2e                    | 7-5         | Finale 1-4 Montepaschi Siena                   | Demi finale Montepaschi Siena |                   | Euroligue                 | Top16                                   |
| 2012-2013 | A           | 19-11       | 4e                    | 3-4         | Quart de finale 3-4 Montepaschi Siena          | Quart de finale Varese        |                   | Euroligue                 | Phase de poule                          |
| 2013-2014 | A           | 25-5        | 1er                   | 11-7        | Champion d'Italie 4-3 Montepaschi Siena        | Quart de finale Sassari       |                   | Euroligue                 | Quart de finale Maccabi Tel Aviv        |
| 2014-2015 | A           | 26-4        | 1er                   | 7-4         | Demi-finale 4-3 Sassari                        | Finale Sassari                |                   | Euroligue                 | Top16                                   |
| 2015-2016 | A           |             | 1er                   | -           | Champion d'Italie 4-2 Pallacanestro Reggiana   | Vainqueur                     |                   | Euroligue                 | Phase de poule                          |
| 2016-2017 | A           |             | 1er                   | -           | Demi-finale 1-4 Trento                         | Vainqueur                     |                   | Euroligue                 | Phase de poule                          |
| 2017-2018 | A           |             | 2e                    | -           | Champion d'Italie 4-2 Trento                   | Quart de finale               |                   | Euroligue                 | Phase de poule                          |

## Personnalités historiques

### Entraîneurs successifs

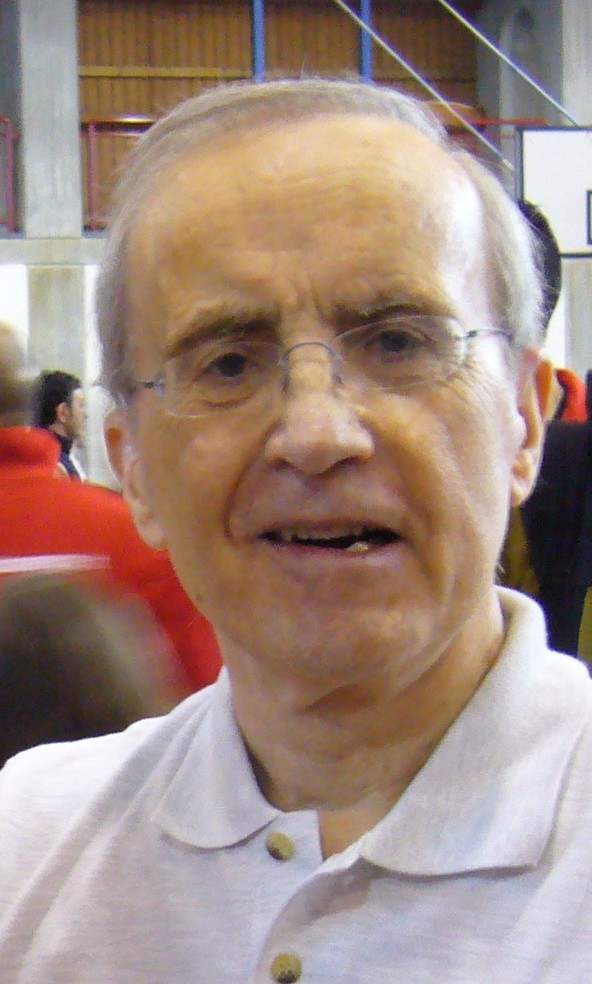
Dan Peterson en 2008

Cesare Rubini, entraîneur de 1948 à 1974, est l'entraîneur disputant le plus de saisons à la tête du club avec 26 saisons, certaines en étant également joueur. Il est ainsi l'entraîneur dirigeant le plus de rencontres de championnat d'Italie, 601, et obtenant le plus de victoires avec 501. Son pourcentage de victoire, 83,4 %, est le meilleur bilan d'un entraîneur du club. Il remporte quinze titres de champion d'Italie, une Coupe des clubs champion, remportée face au Slavia Prague en 1966, deux Coupe des coupe, en 1971 face au Spartak Leningrad et l'année suivante, face à l'Étoile rouge de Belgrade. Il perd également la finale de la coupe des clubs champions 1967 face au Real Madrid. Sur la scène italienne, il ajoute une coupe d'Italie à son palmarès en triomphant de Varese en 1972.
L'Américain Dan Peterson est ensuite l'entraîneur dirigeant le plus de rencontres de Milan : il est à la tête de l'équipe durant neuf saisons, depuis 1978-1979 à 1986-1987 puis revient lors de la saison 2010-2011, saison où il prend la suite de Piero Bucchi. Il dirige 355 rencontres et présente un bilan de 73,0 % de victoires, le deuxième bilan des entraîneurs du club. Sous sa direction, le palmarès du club s'enrichit de deux trophées européens, la coupe des clubs champions 1987 face au Maccabi Tel Aviv, la Coupe Korać 1985 face à Varèse, quatre champions d'Italie, et deux coupes d'Italie.
Mike D'Antoni marque l'histoire du club en tant que joueur, mais également en tant qu'entraîneur : il dispute tout d'abord quatre saisons lors du début de sa carrière d'entraîneur, de 1990 à 1994. Durant cette période, Milan remporte la Coupe Korać 1993 et perd la finale du championnat d'Italie face à Phonola Caserte, face à la Virtus Roma. Son bilan en championnat d'Italie est de 65,2 % de victoires.
D'autres entraîneurs célèbres ont également dirigés le club : Bogdan Tanjević qui remporte le doublé championnat, coupe d'Italie en 1996, Aleksandar Đorđević et plus récemment le sélectionneur de l'équipe d'Espagne Sergio Scariolo.
| Période   | Nom           |
| --------- | ------------- |
| 1948-1949 | Cesare Rubini |
| 1949-1950 | Cesare Rubini |
| 1950-1951 | Cesare Rubini |
| 1951-1952 | Cesare Rubini |
| 1952-1953 | Cesare Rubini |
| 1953-1954 | Cesare Rubini |
| 1954-1955 | Cesare Rubini |
| 1955-1956 | Cesare Rubini |
| 1956-1957 | Cesare Rubini |
| 1957-1958 | Cesare Rubini |
| 1958-1959 | Cesare Rubini |
| 1959-1960 | Cesare Rubini |
| 1960-1961 | Cesare Rubini |
| 1961-1962 | Cesare Rubini |
| 1962-1963 | Cesare Rubini |
| 1963-1964 | Cesare Rubini |
| 1964-1965 | Cesare Rubini |
| 1965-1966 | Cesare Rubini |
| 1966-1967 | Cesare Rubini |
| 1967-1968 | Cesare Rubini |
| 1968-1969 | Cesare Rubini |
| 1969-1970 | Cesare Rubini |
| 1970-1971 | Cesare Rubini |
| 1971-1972 | Cesare Rubini |
| 1972-1973 | Cesare Rubini |
| 1973-1974 | Cesare Rubini |

| Période   | Nom                |
| --------- | ------------------ |
| 1974-1975 | Filippo Faina      |
| 1975-1976 | Filippo Faina      |
| 1976-1977 | Filippo Faina      |
| 1977-1978 | Filippo Faina      |
| 1978-1979 | Dan Peterson       |
| 1979-1980 | Dan Peterson       |
| 1980-1981 | Dan Peterson       |
| 1981-1982 | Dan Peterson       |
| 1982-1983 | Dan Peterson       |
| 1983-1984 | Dan Peterson       |
| 1984-1985 | Dan Peterson       |
| 1985-1986 | Dan Peterson       |
| 1986-1987 | Dan Peterson       |
| 1987-1988 | Franco Casalini    |
| 1988-1989 | Franco Casalini    |
| 1989-1990 | Franco Casalini    |
| 1990-1991 | Mike D'Antoni      |
| 1991-1992 | Mike D'Antoni      |
| 1992-1993 | Mike D'Antoni      |
| 1993-1994 | Mike D'Antoni      |
| 1994-1995 | Bogdan Tanjević    |
| 1995-1996 | Bogdan Tanjevic    |
| 1996-1997 | Franco Marcelletti |
| 1997-1998 | Franco Marcelletti |
| 1997-1998 | Franco Casalini    |
| 1998-1999 | Marco Crespi       |

| Période   | Nom                 |
| --------- | ------------------- |
| 1999-2000 | Marco Crespi        |
| 2000-2001 | Valerio Bianchini   |
| 2000-2001 | Guido Saibene       |
| 2001-2002 | Guido Saibene       |
| 2001-2002 | Filippo Faina       |
| 2002-2003 | Attilio Caja        |
| 2003-2004 | Attilio Caja        |
| 2003-2004 | Roberto Carmenati   |
| 2004-2005 | Lino Lardo          |
| 2005-2006 | Lino Lardo          |
| 2005-2006 | Mario Fioretti      |
| 2005-2006 | Aleksandar Đorđević |
| 2006-2007 | Aleksandar Đorđević |
| 2007-2008 | Zare Markovski      |
| 2007-2008 | Attilio Caja        |
| 2008-2009 | Piero Bucchi        |
| 2009-2010 | Piero Bucchi        |
| 2010-2011 | Piero Bucchi        |
| 2010-2011 | Dan Peterson        |
| 2011-2012 | Sergio Scariolo     |
| 2012-2013 | Sergio Scariolo     |
| 2013-2014 | Luca Banchi         |
| 2014-2015 | Luca Banchi         |
| 2015-2017 | Jasmin Repeša       |
| 2017-2019 | Simone Pianigiani   |
| 2019-     | Ettore Messina      |

### Joueurs célèbres ou marquants

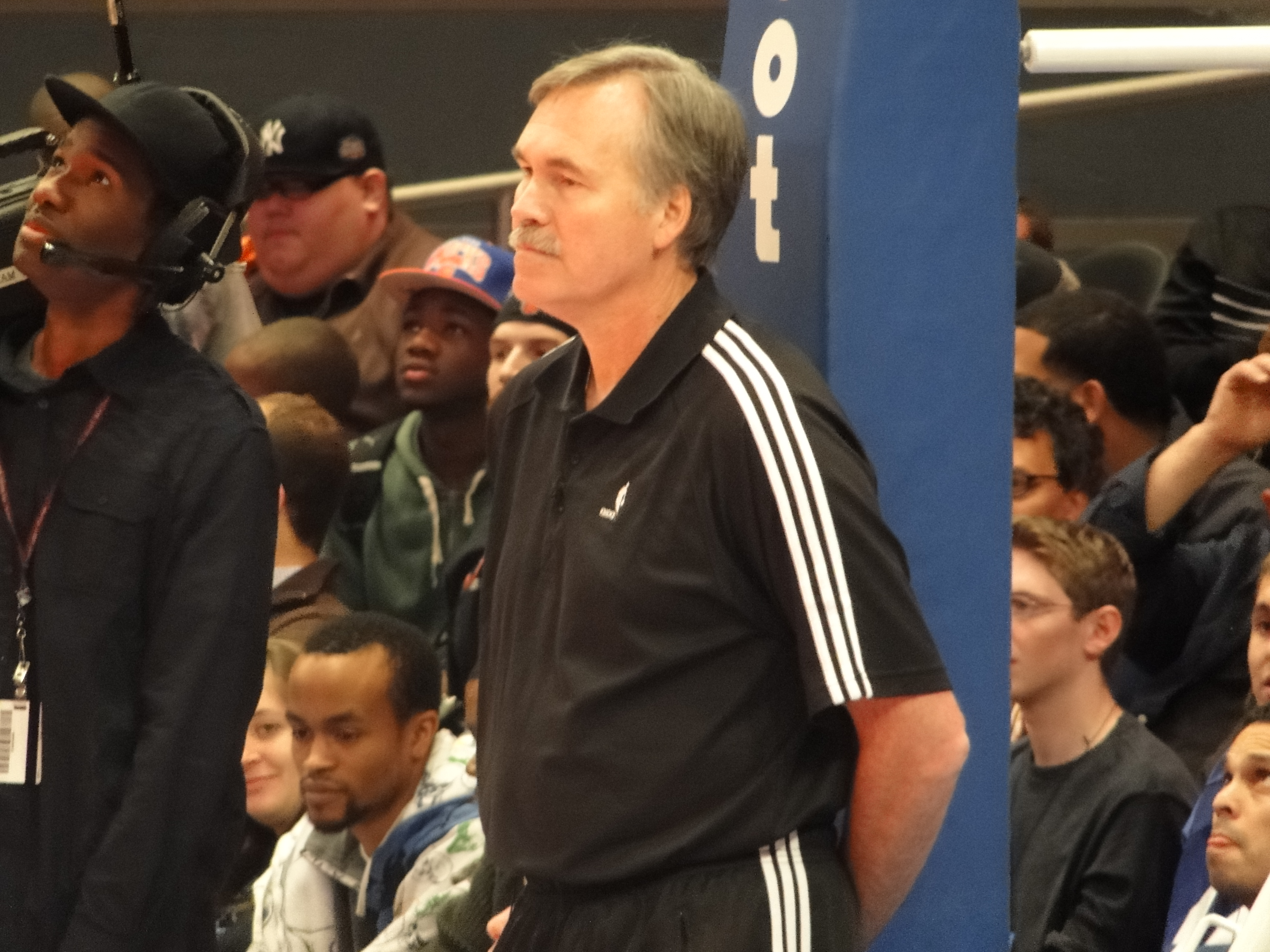
Mike D'Antoni.

L'une des personnalités les plus importantes du club chez les joueurs est l'Américain Mike D'Antoni : après une carrière en National Basketball Association (NBA) et American Basketball Association (ABA) avec respectivement 130 et 50 matches, il rejoint en 1977 le club de Milan avec lequel il évolue durant treize saisons, disputant 455 rencontres de championnat, ce qui fait de lui le joueur de Milan comptant le plus de matches en championnat. Il inscrit un total de 5 573 points et délivre 1 138 passes, meilleur joueur de l'histoire du club dans ces deux catégories statistiques, et capte 1 313 rebonds, troisième du club. Son palmarès avec le club de Milan est fort de deux coupes des clubs champions en 1987, 1988, une Coupe Korać en 1985, cinq Championnats d'Italie 1982, 1985, 1986, 1987, 1989, deux coupes d'Italie 1986, 1987 et coupe intercontinentale en 1987.

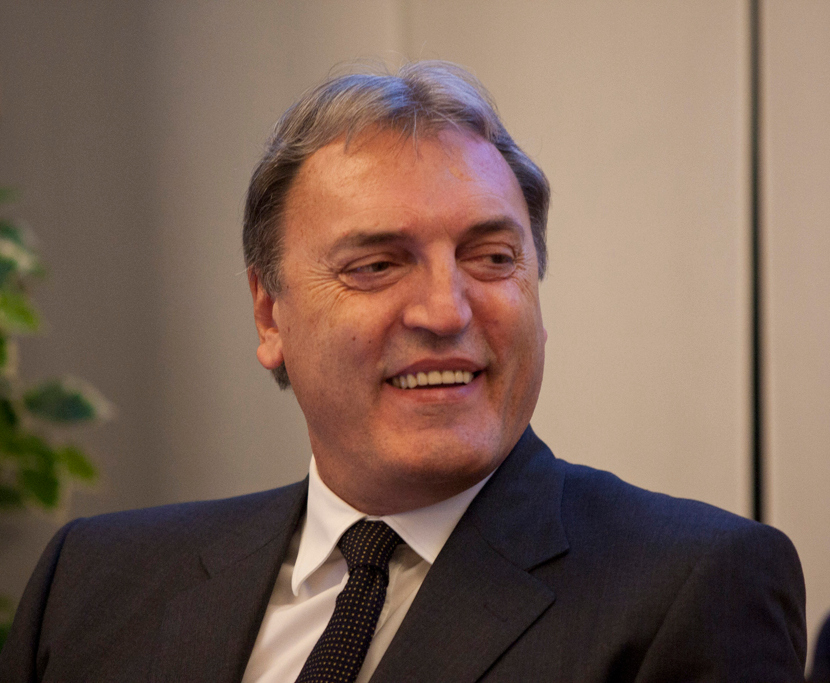
Dino Meneghin, désormais président de la Fédération italienne

Une grande partie de sa carrière italienne est faite au sein d'une équipe qui possède l'un des meilleurs joueurs du basket-ball italien : Dino Meneghin. Il évolue avec Milan de 1980 à 1990 et participe donc aux huit finales consécutives de championnat d'Italie, dont cinq victoires, entre 1982 et 1989. Meneghin est le cinquième joueur de l'histoire du club en termes de rencontres disputées, 342. Avec 302 passes, il figure au quatrième rang du classement des passeurs mais surtout, avec un total de 2 066 rebonds, il est le meilleur joueur de l'histoire du club dans cette catégorie.
L'ancien meilleur marqueur de la NBA - à trois reprises de 1974 à 1975 - et NBA Most Valuable Player 1975 - meilleur joueur de la saison régulière -  Bob McAdoo dispute quatre saisons, de 1986 à 1990, aux côtés de ces deux joueurs, inscrivant un total de 3 800 points, quatrième du club, et captant 1 268 rebonds, cinquième.
D'autres joueurs ont marqué l'histoire du club : l'Italien Sandro Gamba dispute quinze saisons, une saison de plus que Sandro Riminucci. Au classement des points, D'Antoni devance Roberto Premier 4 814 points, Massimo Masini, 4 002, Bob  McAdoo et Antonello Riva 3 622. Dans cette catégorie des marqueurs, Milan possède de nombreux joueurs qui terminent en tête du nombre total de points sur une saison en championnat d'Italie : Romeo Romanutti en 1950 et 1956, Sergio Stefanini de 1951 à 1954, Paolo Vittori en 1961 et 1965, Chuck Jura en 1976 à 1978, et Aleksandar Djordjević en 1994. Louis Bullock termine lui avec la meilleure  moyenne de points lors du championnat 2002.
Milan a vu l'un de ses joueurs récompensés du titre de MVP, meilleur joueur, du championnat italien : il s'agit de Danilo Gallinari meilleur joueur de la 2007-2008 , avant de rejoindre la NBA.
Cinq joueurs ayant porté le maillot du club ont été honorés par une élection au sein du Basketball Hall of Fame : Bill Bradley - une saison au club - élu en 1982, Cesare Rubini en 1994, Bob McAdoo en 2000, Dino Meneghin en 2003 et Sandro Gamba en 2006. De nombreux joueurs figurent également parmi les 50 meilleurs contributeurs de l'Euroligue, sélection établie en 2008 lors du cinquantième anniversaire de la Coupe d'Europe des clubs champions : Aldo Ossola présent de 1965 à 1968, Mike D'Antoni, Aleksandar Djordjević, Dejan Bodiroga présent de 1994 à 1996, Bob McAdoo, Dino Meneghin, Antonello Riva.